# Joe E. Lewis
Joe E. Lewis, como era conhecido Joseph Klewan  (Nova Iorque, 12 de janeiro de 1902 - Nova Iorque, 4 de junho de 1971), foi um comediante e cantor norte-americano. 
Em 1927, ao recusar renovar o contrato para trabalhar numa boate de Chicago pertencente a Jack McGurn, um dos tenentes de Al Capone, foi agredido, tendo a garganta e a língua cortadas. Levou alguns anos para reaprender a falar e cantar. Capone não puniu seu capanga, mas gostava do comediante e deu dez mil dólares a Lewis como indenização, o que permitiu sua recuperação.
Amigo de Frank Sinatra, foi convidado por este a gravar pelo selo Reprise Records. Sua vida, retratada no filme The Joker is Wild (1957), baseado em sua autobiografia de mesmo nome, de 1955, foi interpretado por Sinatra.
Faleceu em 1971, vitima de ataque cardíaco.
| “ | Comecei uma dieta, cortei a bebida e as comidas pesadas e, em catorze dias, perdi duas semanas. | ” |
|   | — Joe E. Lewis.                                                                                 |   |